# Larry and the Handjive
Larry and the Handjive ist eine deutsche Band, die 1986 in Bremen gegründet wurde.  Die Band hat sich dem authentischen Sound des Rock ’n’ Roll und Beat der 1950er- und 1960er-Jahre verschrieben.

## Geschichte
Larry and the Handjive wurde 1986 von Larry Ferry und Larry Bexman gegründet; der Bandname ergab sich in Anlehnung an den Song Willie and the Handjive von Johnny Otis. Die Band wurde bald über die Grenzen Bremens hinaus als Live-Act im Stil der 1950er- und 1960er-Jahre bekannt. Ihr Markenzeichen ist der authentische Sound, der durch die Verwendung von Originalinstrumenten und -verstärkern sowie durch die intensive Auseinandersetzung mit den Spiel- und Soundtechniken der 1960er-Jahre erreicht wird.
Das Repertoire umfasst unter anderem Songs von Elvis Presley, Chuck Berry, den Beatles, den Rolling Stones und den Kinks. Mit dem Song Komm Kleine Tina, für den Larry and the Handjive Text und Arrangement selbst verfasst haben, konnte die Band 1989 ihre ersten Fernseh- und Hörfunkeinsätze verbuchen. 
Seit 1989 begleiten Larry and the Handjive regelmäßig Tony Sheridan. Insbesondere in den 1990er-Jahren folgten Tourneen durch ganz Deutschland sowie eine Vielzahl von Fernsehauftritten, wie unter anderem in der ZDF-Show Let’s Have A Party mit Thomas Gottschalk. Als Tourband von Dave Dee (Dave Dee, Dozy, Beaky, Mick & Tich) waren Larry and the Handjive mehrere Jahre bis zu Dees Tod Anfang 2009 unterwegs. Auch Lee Curtis (Star-Club), Casey Jones (Casey Jones & the Governors) und Chris Andrews ließen sich mehrfach von Larry and the Handjive begleiten.
Live-Aufzeichnungen mit Tony Sheridan und Dave Dee wurden in der Fernseh-Reihe Vinyl veröffentlicht. Seit Januar 2008 sind Larry and the Handjive die offizielle (Beat-Club) House Band bei der von Radio Bremen durchgeführten Revival-Veranstaltungsreihe Beat-Club and Friends, die von Jörg Sonntag und Dirk Böhling moderiert wird und bei der Uschi Nerke ab Beginn bis Anfang 2013 mitwirkte. Daneben gibt die Band etwa 30 bis 40 Konzerte im Jahr in ganz Deutschland.

## Bandmitglieder
Rick Baker (Lead-Gesang, Gitarre, Keyboards; bürgerlich Uwe Mühlenhardt), Herbie Miller (Lead-Gitarre, Gesang; bürgerlich Herbert Müller), Larry Ferry (Bass, Gesang, Bluesharp; bürgerlich Wolfgang Bahlmann) und Larry Bexman (Schlagzeug, Percussion, Gesang; bürgerlich Uwe Esselmann). Von 1986 bis 1987 spielte Lorenz Lehnfeldt und von 1987 bis 2009 Larry Lloyd die Lead-Gitarre.

## Diskografie
- 1988: …steh’n auf Rock ’n’ Roll und Petticoats
- 1992: Vol. II
- 1994: Collection
- 1996: Forever Rock ’n’ Roll
- 2000: Yellow Cabs
- 2011: The Best Of 25 Years

## Rezeption
Der „Bremer Kultband“ (Weser-Kurier) wird ein „besonders druckvolles Rhythmusfundament“ zugesprochen, was die Bandmitglieder auf frühe Hardrock-Erfahrungen zurückführen. Das Stader Tageblatt schreibt, dass Larry and the Handjive bei einer regelmäßig stattfindenden Oldie-Night in Hemmoor „in den vergangenen Jahren immer wieder […] mit ihrer abgehangenen Musik und ihrer phänomenalen Bühnenpräsenz“ das Publikum „begeisterten“, die Cuxhavener Nachrichten verorteten die Musiker von Larry and the Handjive bei der gleichen Veranstaltungsreihe als „Publikumslieblinge“ und die Neue Osnabrücker Zeitung sah bei einem Open-Air-Auftritt der Band „rund 3.000 Besucher […] in Erinnerungen […] schwelgen“.